# 北门街道 (吉安市)
北门街道，是中华人民共和国江西省吉安市吉州区下辖的一个乡镇级行政单位。

## 行政区划
北门街道下辖以下地区：
庐境园社区、螺子山社区、钟鼓楼社区、马铺前社区、北门社区、福星亭社区、塔水桥社区和真君山社区。